# Прія
Прія (рум. Pria) — село у повіті Селаж в Румунії. Входить до складу комуни Чизер.
Село розташоване на відстані 382 км на північний захід від Бухареста, 19 км на південний захід від Залеу, 61 км на північний захід від Клуж-Напоки.

## Населення
За даними перепису населення 2002 року у селі проживали 515 осіб.
Національний склад населення села:
| Національність | Кількість осіб | Відсоток |
| -------------- | -------------- | -------- |
| румуни         | 470            | 91,3%    |
| цигани         | 45             | 8,7%     |

Рідною мовою назвали:
| Мова      | Кількість осіб | Відсоток |
| --------- | -------------- | -------- |
| румунська | 469            | 91,1%    |
| циганська | 45             | 8,7%     |